# Eustazio (console 421)
Flavio Eustazio (latino: Flavius Eustathius; fl. 420-422) è stato un politico bizantino.

## Biografia
Fu quaestor sacri palatii d'Oriente nel 415-416, Prefetto del pretorio d'Oriente nel 420-422 e console nel 421.